# Shenk Peak
Der Shenk Peak ist ein 2540 m hoher und spitzer Berg in der ostantarktischen Ross Dependency. Im nördlichen Teil der Cumulus Hills des Königin-Maud-Gebirges ragt er 1,5 km südöstlich des Mount Kenyon zwischen dem Gillespie-Gletschers und dem LaPrade Valley auf.
Teilnehmer der von der Texas Tech University unternommenen Expedition zur Erkundung des Shackleton-Gletschers (1964–1965) benannte ihn nach dem Geochemiker John C. Shenk (* 1938), der an dieser Forschungsreise beteiligt war.